# Petros Tsitsipas
Petros Tsitsipas (nació el 27 de julio de 2000) es un tenista profesional griego.
Se juntó por primera vez con su hermano Stefanos en el Abierto de Australia 2021, donde recibieron su primer wildcard para el cuadro principal, pero perdieron en la primera ronda.
En su debut en el ATP Tour recibió un wildcard para el cuadro principal del evento en el Open 13, pero perdió ante Alejandro Davidovich Fokina en la primera ronda.
Petros es el hermano menor de Stefanos Tsitsipas.

## Torneos dobles por año

#### 2025
| N.º | Fecha                 | Compañero        | Torneo               | Categoría  | Ronda |
| --- | --------------------- | ---------------- | -------------------- | ---------- | ----- |
| 1   | 17 de enero de 2025   | Damir Džumhur    | Abierto de Australia | Grand Slam | 2R    |
| 2   | 25 de febrero de 2025 | Pavlos Tsitsipas | Dubái                | ATP 500    | OF    |

#### 2024
| N.º | Fecha                    | Compañero              | Torneo               | Categoría  | Ronda |
| --- | ------------------------ | ---------------------- | -------------------- | ---------- | ----- |
| 1   | 16 de enero de 2024      | Stéfanos Tsitsipás     | Abierto de Australia | Grand Slam | 1R    |
| 2   | 25 de enero de 2025      | Joshua Paris           | Quimper              | Challenger | OF    |
| 3   | 8 de febrero de 2025     | Bart Stevens           | Marsella             | ATP 250    | CF    |
| 4   | 17 de febrero de 2024    | Sergio Martos Gornes   | Manama               | Challenger | G     |
| 5   | 21 de febrero de 2024    | Stéfanos Tsitsipás     | Los Cabos            | ATP 250    | OF    |
| 6   | 28 de febrero de 2024    | Stéfanos Tsitsipás     | Acapulco             | ATP 500    | OF    |
| 7   | 1 de marzo de 2024       | Michail Pervolarakis   | Estados Unidos       | ITF        | OF    |
| 8   | 13 de marzo de 2024      | Bart Stevens           | Székesfehérvár       | Challenger | OF    |
| 9   | 21 de marzo de 2024      | Bart Stevens           | Murcia               | Challenger | CF    |
| 10  | 27 de marzo de 2024      | Bart Stevens           | Girona               | Challenger | OF    |
| 11  | 3 de abril de 2024       | Bart Stevens           | Marrakech            | ATP 250    | OF    |
| 12  | 20 de abril de 2024      | Sergio Martos Gornes   | Oeiras               | Challenger | F     |
| 13  | 24 de abril de 2024      | Sergio Martos Gornes   | Roma                 | Challenger | OF    |
| 14  | 30 de abril de 2024      | Stéfanos Tsitsipás     | Madrid               | ATP 1000   | R32   |
| 15  | 8 de mayo de 2024        | Sergio Martos Gornes   | Praga                | Challenger | OF    |
| 16  | 16 de mayo de 2024       | Sergio Martos Gornes   | Túnez                | Challenger | CF    |
| 17  | 23 de mayo de 2024       | Orlando Luz            | Skopje               | Challenger | CF    |
| 18  | 6 de junio de 2024       | Stéfanos Tsitsipás     | Roland Garros        | Grand Slam | CF    |
| 19  | 20 de junio de 2024      | Markos Kalovelonis     | Poznán               | Challenger | CF    |
| 20  | 3 de julio de 2024       | Stéfanos Tsitsipás     | Wimbledon            | Grand Slam | 1R    |
| 21  | 18 de julio de 2024      | Stéfanos Tsitsipás     | Gstaad               | ATP 250    | CF    |
| 22  | 28 de julio de 2024      | Stéfanos Tsitsipás     | París                | JJOO       | 1R    |
| 23  | 17 de agosto de 2024     | Federico Agustín Gómez | Cary                 | Challenger | F     |
| 24  | 4 de septiembre de 2024  | Vasil Kirkov           | Estambul             | Challenger | OF    |
| 25  | 19 de septiembre de 2024 | Sergio Martos Gornes   | Saint-Tropez         | Challenger | OF    |
| 26  | 5 de octubre de 2024     | Stéfanos Tsitsipás     | Shanghai             | ATP 1000   | R32   |
| 27  | 16 de octubre de 2024    | Stéfanos Tsitsipás     | Bruselas             | ATP 250    | OF    |
| 28  | 22 de octubre de 2024    | Christos Antonopoulos  | Grecia               | ITF F6     | OF    |
| 29  | 29 de octubre de 2024    | Pavlos Tsitsipas       | Grecia               | ITF F7     | OF    |
| 30  | 14 de noviembre de 2024  | Pavlos Tsitsipas       | Grecia               | ITF F9     | CF    |
| 31  | 23 de noviembre de 2024  | Christos Antonopoulos  | Grecia               | ITF F10    | G     |

#### 2023
| N.º | Fecha                    | Compañero              | Torneo                    | Categoría  | Ronda |
| --- | ------------------------ | ---------------------- | ------------------------- | ---------- | ----- |
| 1   | 21 de enero de 2023      | Stéfanos Tsitsipás     | Abierto de Australia      | Grand Slam | 2R    |
| 2   | 26 de enero de 2023      | Reese Stalder          | Quimper                   | Challenger | OF    |
| 3   | 8 de febrero de 2023     | Victor Vlad Cornea     | Vilnus                    | Challenger | OF    |
| 4   | 13 de febrero de 2023    | Stéfanos Tsitsipás     | Róterdam                  | ATP 500    | OF    |
| 5   | 23 de febrero de 2023    | Luca Sánchez           | Marsella                  | ATP 250    | CF    |
| 6   | 11 de marzo de 2023      | Filip Bergevi          | Antalya                   | Challenger | G     |
| 7   | 16 de marzo de 2023      | Filip Bergevi          | Székesfehérvár            | Challenger | CF    |
| 8   | 22 de marzo de 2023      | Filip Bergevi          | Les Franqueses del Vallès | Challenger | OF    |
| 9   | 28 de marzo de 2023      | Filip Bergevi          | Girona                    | Challenger | OF    |
| 10  | 5 de abril de 2023       | Hendrik Jebens         | Marrakech                 | ATP 250    | OF    |
| 11  | 12 de abril de 2023      | Stéfanos Tsitsipás     | Montecarlo                | ATP 1000   | OF    |
| 12  | 22 de abril de 2023      | Sander Arends          | Oeiras                    | Challenger | SF    |
| 13  | 28 de abril de 2023      | Stéfanos Tsitsipás     | Madrid                    | ATP 1000   | R32   |
| 14  | 5 de mayo de 2023        | Sander Arends          | Cagliari                  | Challenger | SF    |
| 15  | 14 de mayo de 2023       | Sander Arends          | Francavilla               | Challenger | F     |
| 16  | 16 de mayo de 2023       | Sander Arends          | Turín                     | Challenger | OF    |
| 17  | 30 de mayo de 2023       | Stéfanos Tsitsipás     | Roland Garros             | Grand Slam | 1R    |
| 18  | 7 de junio de 2023       | Dustin Brown           | Heilbronn                 | Challenger | OF    |
| 19  | 16 de junio de 2023      | Sem Verbeek            | Lyon                      | Challenger | SF    |
| 20  | 23 de junio de 2023      | Sem Verbeek            | Poznán                    | Challenger | SF    |
| 21  | 26 de junio de 2023      | Bart Stevens           | Mallorca                  | ATP 250    | OF    |
| 22  | 7 de julio de 2023       | Stéfanos Tsitsipás     | Wimbledon                 | Grand Slam | 1R    |
| 23  | 9 de agosto de 2023      | Michail Pervolarakis   | Cary                      | Challenger | OF    |
| 24  | 2 de septiembre de 2023  | Stéfanos Tsitsipás     | Abierto de Estados Unidos | Grand Slam | 2R    |
| 25  | 27 de septiembre de 2023 | Patrik Niklas-Salminen | Orleans                   | Challenger | OF    |
| 26  | 3 de octubre de 2023     | Patrik Niklas-Salminen | Mouilleron-le-Captif      | Challenger | OF    |
| 27  | 10 de octubre de 2023    | Sem Verbeek            | Bratislava                | Challenger | OF    |
| 28  | 22 de octubre de 2023    | Stéfanos Tsitsipás     | Bruselas                  | ATP 250    | G     |
| 29  | 27 de octubre de 2023    | Aisam-ul-Haq Qureshi   | Brest                     | Challenger | CF    |
| 30  | 2 de noviembre de 2023   | Aisam-ul-Haq Qureshi   | Ismaning                  | Challenger | CF    |
| 31  | 8 de noviembre de 2023   | Aisam-ul-Haq Qureshi   | Helsinki                  | Challenger | OF    |
| 32  | 25 de noviembre de 2023  | Pavlos Tsitsipas       | Grecia                    | ITF F8     | F     |
| 33  | 28 de noviembre de 2023  | Pavlos Tsitsipas       | Grecia                    | ITF F9     | OF    |

## Torneos individuales por año

#### 2024
| N.º | Fecha                   | Torneo | Categoría  | Ronda           | Oponente              |
| --- | ----------------------- | ------ | ---------- | --------------- | --------------------- |
| 1   | 17 de marzo de 2024     | Murcia | Challenger | Clasificatorios | David Jorda Sanchis   |
| 2   | 28 de julio de 2024     | París  | JJOO       | 1R              | Tallon Griekspoor     |
| 3   | 23 de octubre de 2024   | Grecia | ITF F6     | R32             | Matic Dimic           |
| 4   | 28 de octubre de 2024   | Grecia | ITF F7     | Clasificatorios | Filip Pieczonka       |
| 5   | 4 de noviembre de 2024  | Grecia | ITF F8     | Clasificatorios | Menelaos Efstathiou   |
| 6   | 11 de noviembre de 2024 | Grecia | ITF F9     | Clasificatorios | Mihai Alexandru Coman |
| 7   | 19 de noviembre de 2024 | Grecia | ITF F10    | R32             | Lorenzo Carboni       |

#### 2023
| N.º | Fecha                   | Torneo    | Categoría  | Ronda           | Oponente            |
| --- | ----------------------- | --------- | ---------- | --------------- | ------------------- |
| 1   | 4 de junio de 2023      | Heilbronn | Challenger | Clasificatorios | Vladyslav Orlov     |
| 2   | 5 de noviembre de 2023  | Helsinki  | Challenger | Clasificatorios | Alibek Kachmazov    |
| 3   | 22 de noviembre de 2023 | Grecia    | ITF F8     | R32             | Matic Kriznik       |
| 4   | 27 de noviembre de 2023 | Grecia    | ITF F9     | Clasificatorios | Przemyslaw Michocki |

## Títulos ATP (1; 0+1)

### Dobles (1)
| Leyenda                         |
| Grand Slam (0)                  |
| ATP World Tour Finals (0)       |
| ATP World Tour Masters 1000 (0) |
| ATP World Tour 500 (0)          |
| ATP World Tour 250 (1)          |

| N.º | Fecha                 | Torneo  | Superficie | Pareja             | Oponentes en la final     | Resultado           |
| --- | --------------------- | ------- | ---------- | ------------------ | ------------------------- | ------------------- |
| 1.  | 22 de octubre de 2023 | Amberes | Dura (i)   | Stefanos Tsitsipas | Ariel Behar Adam Pavlásek | 6-7(5), 6-4, [10-8] |

## Títulos Challenger; 4 (0 + 4)
| Leyenda             | Individuales | Dobles |
| ------------------- | ------------ | ------ |
| ATP Challenger Tour | 0            | 4      |

### Dobles
| N.° | Fecha                 | Torneo         | Superficie    | Pareja                | Oponente en la final                | Resultado        |
| --- | --------------------- | -------------- | ------------- | --------------------- | ----------------------------------- | ---------------- |
| 1.  | 28 de agosto de 2021  | Praga II       | Tierra batida | Victor Vlad Cornea    | Martin Krumich Andrew Paulson       | 6-3, 3-6, [10-8] |
| 2.  | 11 de marzo de 2023   | Antalya        | Tierra batida | Filip Bergevi         | Sarp Ağabigün Ergi Kırkın           | 6-2, 6-4         |
| 3.  | 17 de febrero de 2024 | Manama         | Dura          | Sergio Martos Gornés  | Vasil Kirkov Patrik Niklas-Salminen | 3-6, 6-3, [10-8] |
| 4.  | 15 de marzo de 2025   | Hersonissos II | Dura          | Stefanos Sakellaridis | Ilia Simakin Kelsey Stevenson       | 6-2, 6-2         |